# سليمان الأحمد
سليمان الأحمد بن حسن إبراهيم عبود فقيه، شاعر وكاتب سوري.

## عنه
ولد عام 1866 في قرية الجبيلية (قضاء جبلة - محافظة اللاذقية - غربي سورية) وفيها توفي عام 1942. عاش في اللاذقية، وكيليكيا، وبيروت. حفظ القرآن الكريم، ودرس الفقه الإسلامي (الجعفري خاصة) - كما درس مصادر النحو الأساسية، وأمهات المعاجم اللغوية، عمل على تعليم الطلاب الفقه واللغة والأدب في بيته بالقرية (قرية ديفة، ثم قرية السلاطة). كما عين رئيسًا لمحكمة الاستئناف والتمييز الشرعي - في عهد الملك فيصل بسورية، ثم استقال مع انتهاء ذاك العهد، أنجب ثلاثة من الشعراء المعدودين: الشاعر بدوي الجبل، والشاعر أحمد سليمان الأحمد، والشاعر علي سليمان الأحمد، والشاعرة فاطمة سليمان الأحمد (فتاة غسان).

## الإنتاج الشعري
- له «السفينة»: من شذرات العلامة الشيخ سليمان الأحمد (ضمت شعره الوجداني والأخلاقي والوطني والاجتماعي والحكمي) - مؤسسة البلاغة - بيروت 1999، وله قصائد نشرتها مجلة «الأماني» - اللاذقية، وأخرى طبعت في كتاب: «اليوبيل الذهبي» الذي أقيم له، عام (1938) - جمعه محمد المجذوب - مؤسسة البلاغة - بيروت 1987.

## الأعمال الأخرى
له رسائل تبادلها مع محمد كرد علي - رئيس المجمع العلمي العربي بدمشق، ورسائل بعث بها لابنه الذي كان يدرس في فرنسا، بالإضافة إلى خطب كثيرة، وله شروح وتعليقات على شرح ديوان أبي تمام لمحيي الدين الخياط، وشرح مخطوط «غير تام» للزوميات أبي العلاء المعري، وشرح لديوان الأمير حسن بن مكزون.
يغلب على شعره طابع العالم الفقيه الذي يصرف همته إلى الفكرة والمعنى، من ثم جاءت لغة قصائده ومقطوعاته أقرب إلى النظم، وقل احتفاله بالتصوير، كما سيطرت هموم الأمة العربية الإسلامية على توجه هذه القصائد.
أقيم له يوبيل ذهبي عام 1938 - صدر عنه كتاب تكريمي، كما أقيم له حفل تأبيني بعد رحيله، ألقيت فيه قصائد وكلمات من شخصيات مهمة.

## أقوال
| سليمان الأحمد | ما المرءُ إلا سيرةً فاحرصْ على ذكرٍ جميلٍ في الأنامِ حميدُ. | سليمان الأحمد |

## عناوين القصائد
- راحة البال
- الحثّ على التقوى
- الحث على الاستنهاض
- عرفتُ معائبي